# بانگ‌مرغ‌های سرخ
بانگ‌مرغ‌های سرخ (نام علمی: Calicalicus) نام یک سرده از تیره بانگ‌مرغان است.

## گونه‌ها
- بانگ‌مرغ دم‌سرخ (Calicalicus madagascariensis)
- بانگ‌مرغ شانه‌سرخ (Calicalicus rufocarpalis)